# NATOコードネーム
NATOコードネーム（ナトーコードネーム）とは、北大西洋条約機構（NATO）がソビエト連邦（ソ連）をはじめとする東側諸国の装備（兵器）に付けたコードネームである。正式な英語名は、NATO reporting name（NATO報告名）。
航空機、ミサイル、艦艇、電子兵装がその対象で、このうち航空機はアメリカ合衆国、イギリス、カナダ、オーストラリア、ニュージーランドの5ヵ国（ファイブ・アイズ）によって構成される航空機標準化調整委員会（ASCC、英: Air Standardization Coordinating Committee、Air Force Interoperability Council (AFIC)の前身）によってコードネームが与えられていた。当初はソ連製兵器にのみ適用していたが、後年には中華人民共和国など他の東側諸国の兵器にも命名されるようになった。

## 解説
第二次世界大戦中、アメリカ軍は日本軍機に独自のニックネームを付けていた（en: World War II Allied names for Japanese aircraft）。当時の日本軍機は名称が長く、当時の米軍は「ミツビシ」「ナカジマ」など製造メーカー名で呼んでいたが、それでは戦闘機なのか爆撃機なのかがわからないため、戦闘機に男子名を、爆撃機に女子名をつけたのが始まりといわれている。
NATOコードネームの役割もそれと同じであり、冷戦期のソ連機は必ずしも正式名称が公表されるとは限らなかったため、西側諸国が新型機を察知した際に正式名称に代わる「報告名（"Reporting Names"）」としてコードネームが広く用いられた。NATOは多数の国の同盟であるため、さまざまな言語を使った軍事組織間での通信に便利なようにコードネームが作られた。情報を秘匿されていたソ連装備の中には、正式な名称が判明するまでに長い時間がかかったものも多い。
中国人民解放軍の装備に対するNATOコードネームは、艦船や一部の航空機に対しては中国語の単語あるいは造語で付けられている。航空機、車両には付されない例が増えたが、かつてはソ連同様に英単語で付されていた。
冷戦終結後の情報公開によって、これらの装備の多くは正式名称が判明しているものの、ソ連の付番体系が複雑な事や、従来の情報との対比の関係から、NATOコードネームは継続して使用されており、ロシア製兵器は正式名称と共にコードネームで呼ばれ、資料に併記されることも多い。現在のロシアや中国は、兵器名称を秘匿対象としておらず、新開発の兵器の名称は最初から公表されているため、新たなNATOコードネームを定義する意味は薄れている。
なお、アメリカ国防総省（DoD）はNATOとは別にソ連の兵器に識別番号を与えており、ソ連の兵器を紹介する際には「SS-6、Sapwood」の様にDoD番号に続けてNATOコードネームが併記される例もある。得られた情報に混乱があったことからNATOコードネームとDoD識別番号が同じ兵器を示さない事もあった。冷戦終結後に情報が公開されると「SS-6 SapwoodはR-7である」といった旧ソ連軍の制式番号との対応が取られたが、その結果、分類上正しくないコードネームを付与した例などの誤認があることも判明した。

## 航空機/ミサイル
1947年、アメリカ空軍はASCCの設立以前からソ連の新型航空機に対し、「Type ○○」の名称で識別番号を与えていたが、これは煩雑かつ分かりづらいとして「Type 40」までで中止となった。その後ASCCが設立され、かつて日本機に対して連合軍が付けたコードネームの命名システムに似た、用途別に頭文字を統一した英単語を使用する現在のNATOコードネームが使用されるようになった。

### 命名法
コードネームの頭文字はその装備の用途を示す。航空機の場合、プロペラ機には単音節の単語が、ジェット機には2音節の単語が充てられた。コードネームに侮蔑的な単語が使われた例もある。
- 航空機
  - B - 爆撃機
  - C - 輸送機
  - F - 戦闘機
  - H - ヘリコプター
  - M - その他の航空機
- ミサイル
  - A - 空対空ミサイル
  - G - 地対空ミサイル
  - K - 空対地ミサイル
  - S - 地対地ミサイル
  - P - 艦対艦ミサイル

## 電子兵装
レーダー、ESM、ジャミング装置など一連の電波兵器、電子戦器材、電子戦支援器材等にもNATOコードネームが付与されている。トッププレートやトップドームなど、見たままの特徴をコードネームとして使用するケースが多い。